# 菲力猫
菲力猫（英語：Felix the Cat）是默片时代的一个卡通角色，片中它是一只拟人化的黑猫，遭遇了种种超现实的境况。菲力猫是电影史上最为人熟知的卡通角色之一，它是首个在电影市场获得票房上的成功的动画角色。
菲力猫的创作者至今存在争议，目前可以确定的是菲力猫是帕特·苏利文工作室创作的，澳大利亚影片制作人帕特·苏利文一生都认为他是这个角色的创作者，而他的首席美国动画师奥托·马斯末则认为自己才是菲力猫的创作者。1923年，菲力猫的首个连环画被创作出来，菲力猫的卡通片在1920年代取得了成功，带有其形象的相关产品也迅速在市场上出现。
1920年代末期有声动画出现后，帕特·苏利文和奥托·马斯末拒绝将菲力猫拍成有声片。此时迪士尼的米老鼠等角色逐渐流行起来，菲力猫渐渐衰落。1929年帕特·苏利文最终决定将菲力猫制成有声片，但有声短片并未获得成功，并在1932年以失败告终，帕特·苏利文也在1933年逝世。1936年凡·布劳恩工作室曾多次尝试复兴菲力猫影片。
1953年，菲力猫的首个电视卡通在美国播放。乔·奥瑞洛将菲力猫的形象做了些变更，将它的腿变长并添加了新的角色。2010年代为止已拍摄了有关菲力猫的两部影片和多部电视节目，其商品亦仍在市场上销售。
2002年《电视指南》将菲力猫评为“50个最伟大的动画角色”的第28名。

## 脚注
1. ↑  Cart, Michael. . The New York Times. 1991-03-31  [2022-01-11]. ISSN 0362-4331. （原始内容存档于2014-04-11） （美国英语）.
2. ↑  Mendoza, N.F. . LA Times. 1995-08-27  [2010-08-24]. （原始内容存档于2012-10-26）.
3. ↑  Barrier, Michael. . Oxford University Press. 2003. ISBN 978-0-19-516729-0.
4. ↑  . Felix.goldenagecartoons.com.   [2014-03-10]. （原始内容存档于2012-01-23）.
5. ↑  . Running Press. 2007: 158. ISBN 0-7624-3007-9.

## 延伸阅读
- Tom, Patricia Vettel. . American Art. 1996-04, 10 (1): 65–87  [2022-01-11]. ISSN 1073-9300. doi:10.1086/424259. （原始内容存档于2022-02-19） （英语）.